# Послание из прошлого
«Послание из прошлого» (англ. Out of the Past) — девятый эпизод первого сезона американского мультсериала «Легенда о Корре».

## Сюжет
Тарлок запирает Корру в подвале загородного дома. На следующий день Тензину звонят и просят прийти в мэрию. Там Тарлок подстроил место преступления и врёт, что вчера на них напали Уравнители и похитили Корру. Когда эту новость по радио слышит Лин Бейфонг, она решает действовать. Лин надевает свою форму, убирая с неё значок полицейского, и вызволяет Мако, Болина и Асами из заключения, чтобы они помогли ей найти Корру. Аватар тем временем пребывая в металлической клетке вспоминает слова Тензина и решает помедитировать. Она видит прошлое, в котором Аватар Аанг и Тоф Бейфонг арестовывают опасного преступника Якона, но не понимает, что это значит. Команда Аватара и Лин приходят к Тензину, и они решают искать Корру под землёй, отправляясь в тоннель под мостом. Асами замечает, что Мако слишком сильно волнуется за Корру, и разговаривает с Болином. Она выпытывает у него, что Мако и Корра однажды поцеловались во время чемпионата, и Асами огорчается из-за услышанного. В тоннель приезжают Уравнители на мотоциклах, и герои обнаруживают их базу. Они проникают туда и разбираются с революционерами, затем освобождая людей Лин Бейфонг, которых Амон уже лишил магии, но Корры там нет. Мако угрожает одному Уравнителю, и тот говорит, что они не нападали на мэрию и не похищали Аватара. Тогда Тензин догадывается, что Тарлок соврал им, потому что сам похитил Корру. Включается тревога, и они убегают с базы Уравнителей, отрываясь от преследователей.
Корра продолжает медитировать и видит суд над Яконом, которого обвиняют в преступлениях с магией крови. Попытки адвоката защитить своего клиента не увенчаются успехом, и член совета Сокка выносит приговор: Якон виновен и будет на пожизненно заключён в тюрьму. Однако он применяет магию крови своим лицом и удерживает всех людей в зале. В настоящем Лин, Тензин и команда Аватара встречаются с шефом полиции Санхаем, и приходит Тарлок. Они обвиняют его в похищении Корры, но он отпирается, однако слуга Тарлока сдаёт босса и говорит, что видел, как тот вчера увозил Аватара Корру. Он боялся сказать это раньше, ведь Тарлок — маг крови, и он применяет свою силу, чтобы вырубить Тензина, Лин, Мако, Болина, Асами и членов совета. Тарлок сбегает, и всех приходят в себя только через некоторое время. Корра досматривает события прошлого: Якон сбегает из здания суда, но его преследует Аватар Аанг. Он догоняет злодея, и тот применяет магию крови, но Аанг входит в состояние Аватара и навсегда лишает Якона сил магии. В подвал спускается Тарлок и обвиняет Корру в своих бедах. Она догадывается, что он сын Якона, и Тарлок рассказывает, что хотел захватить власть в городе, пуская всем пыль в глаза своим фальшивым героизмом. Когда он поднимается наверх, то встречает Амона. Тарлок вырубает Уравнителей магией крови, но Амон способен сопротивляться ему. Он лишает Тарлока магии и забирает его. Уравнители идут за Коррой, но она одолевает их и сбегает. Убегая по лесу, она спотыкается и теряет сознание возле дерева. Затем её находит Нага и несёт в город, где её встречают друзья. Мако радуется, что с ней всё в порядке, а Асами продолжает ревновать свеого парня к Корре.

## Отзывы

Динамика оценок IGN к эпизодам 1 сезона мультсериала

Макс Николсон из IGN поставил эпизоду оценку 10 из 10 и порадовался, увидев взрослых Аанга, Тоф и Сокку. Прежде всего критику понравилось, что Тоф продолжает называть Аанга прозвищем, которое придумала для него в детстве. Рецензента также заворожило, как Амон сопротивлялся магии крови Тарлока. Эмили Гендельсбергер из The A.V. Club поставила эпизоду оценку «B+» и отметила, что «когда Амон и Тарлок встречаются, кажется, что они действительно сталкиваются впервые». Она предположила, что «Амон последовал за ним, чтобы отомстить за ложные обвинения в сторону Уравнителей касательно нападения на мэрию».
Главный редактор The Filtered Lens, Мэтт Доэрти, поставил серии оценку 9,5 из 10 и написал, что «„Послание из прошлого“ было ещё одним отличным эпизодом этого отличного мультсериала». Мордикай Кнод из Tor.com написал, что ему было «приятно увидеть Сокку в качестве члена совета Республиканского города».
Эпизод собрал 3,58 миллиона зрителей у телеэкранов США.